# Petru Cornea
Petru Cornea (n. 1880, Mintia – d. 1957, Mintia) a fost un delegat la Marea Adunare Națională de la Alba Iulia, al cercului electoral Deva.

## Biografie
A urmat școala primară în satul natal. După Unire, Petru Cornea a activat ca primar al satului natal, între anii 1918-1928. Ulterior a fost președintele composesoratului de pădure, începând cu anul 1930, până în 1938.

## Activitatea politică
A fost ales în funcția de primar al satului Mintia și a activat între anii 1918 și 1928